# Vailia
Vailia är ett släkte av oleanderväxter. Vailia ingår i familjen oleanderväxter.
Kladogram enligt Catalogue of Life:
| Vailia | \| \| Vailia mucronata \| \| \| \| \| \| Vailia salicina \| \| \| \| |
|        | \| \| Vailia mucronata \| \| \| \| \| \| Vailia salicina \| \| \| \| |
|        | Vailia mucronata                                                     |
|        |                                                                      |
|        | Vailia salicina                                                      |
|        |                                                                      |